# Шлычков, Александр Юрьевич
Алекса́ндр Ю́рьевич Шлычко́в (род. 31 марта 1970) — советский и украинский легкоатлет, специалист по бегу на короткие дистанции. Выступал за сборные СССР и Украины по лёгкой атлетике в 1987—1994 годах, чемпион Европы среди юниоров, обладатель бронзовой медали юниорского чемпионата мира, призёр первенств всесоюзного и республиканского значения, участник чемпионата мира в помещении в Будапеште. Представлял Запорожье и Киев, физкультурно-спортивное общество «Динамо».

## Биография
Александр Шлычков родился 31 марта 1970 года. Занимался лёгкой атлетикой в Запорожье и Киеве, выступал за Украинскую ССР и всесоюзное физкультурно-спортивное общество «Динамо».
Впервые заявил о себе на международном уровне в сезоне 1987 года, когда вошёл в состав советской сборной и выступил на юниорском европейском первенстве в Бирмингеме, где стал четвёртым в индивидуальном беге на 100 метров и был дисквалифицирован в эстафете 4 × 100 метров. Позднее на международном турнире в Гаване выиграл серебряную и бронзовую медали в дисциплинах 100 и 200 метров соответственно.
В 1988 году на юниорском мировом первенстве в Садбери взял бронзу в беге на 100 метров и стал пятым в эстафете 4 × 100 метров. На соревнованиях в венгерской Ньиредьхазе превзошёл всех соперников в 200-метровой дисциплине, установив свой личный рекорд на открытом стадионе — 20,84.
В 1989 году победил на соревнованиях в Киеве, установив личный рекорд в беге на 200 метров в помещении — 21,28, с личным рекордом 6,67 выиграл бег на 60 метров на соревнованиях в Челябинске. Бежал 60 метров на чемпионате мира в помещении в Будапеште — на предварительном квалификационном этапе показал результат 6,77, чего оказалось недостаточно для выхода в полуфинальную стадию. Принимал участие в юниорском европейском первенстве в Вараждине, где трижды поднимался на пьедестал почёта: завоевал золото в дисциплине 100 метров, получил серебро в дисциплине 200 метров и стал бронзовым призёром в эстафете 4 × 100 метров.
После распада Советского Союза Шлычков продолжил спортивную карьеру в составе украинской национальной сборной. Так, в 1994 году в беге на 60 метров он победил на соревнованиях в Гомеле и Киеве, представлял Украину на чемпионате Европы в помещении в Париже — с результатом 6,82 остановился на предварительном квалификационном забеге.